# Hypnosen
Hypnosen är en svensk dramakomedifilm från 2023. Filmen är regisserad av Ernst De Geer som även skrivit filmens manus tillsammans med Mads Stegger.
Filmen hade biopremiär i Sverige den 8 mars 2024, utgiven av Triart Film.

## Handling
Filmen kretsar kring det unga entreprenörsparet André och Vera som ska pitcha sin app för kvinnohälsa på en prestigefylld tävling. Innan de åker dit testar Vera hypnos för att sluta röka. Plötsligt är hon som förändrad och André börjar agera konstigt.

## Rollista (i urval)
- Asta Kamma August – Vera
- Herbert Nordrum – André
- Andrea Edwards – Lotta
- David Fukamachi Regnfors – Julian
- Moa Niklasson – Karin
- Simon Rajala – Davor
- Aviva Wrede – Jessica
- Alexandra Zetterberg – Eva
- Victor Iván